# La giusta distanza
La giusta distanza è un film del 2007 diretto da Carlo Mazzacurati.
Il film, realizzato con il contributo del Ministero per i Beni e le Attività Culturali, è stato presentato alla festa del cinema di Roma 2007.
Per la terza volta Mazzacurati torna nei luoghi da cui era partito 20 anni prima con Notte italiana (triplice esordio: Carlo Mazzacurati regista, Nanni Moretti produttore, Marco Messeri protagonista) per raccontare i mutamenti ma anche l'immobilità di quella terra.
Dice il regista: forse il tema del film è il male che, come sempre, tutti tendiamo a collocare fuori di noi. Qui il male avvolge tutti.

## Trama
Concadalbero, Veneto: nel piccolo centro agricolo del Polesine giunge la giovane maestra Mara, di passaggio in attesa di trasferirsi in Brasile. Bella e anticonformista, attrae le attenzioni di molti uomini del paese.
Tra questi il giovane Giovanni, aspirante giornalista, che le dà una mano per accedere ad internet. Nei suoi mesi di permanenza, Mara impara a conoscere gli abitanti del paesello e avrà una breve relazione con Hassan, un meccanico tunisino perfettamente integrato nella comunità. Mentre Giovanni scrive i primi pezzi di cronaca locale, Mara viene ritrovata morta. Hassan viene accusato dell'omicidio e le prove lo inchiodano. Giovanni, molto colpito dalla vicenda e incapace di mantenere la "giusta distanza" dagli avvenimenti (come gli ricorda il suo mentore Bencivegna), non indaga a fondo: infatuato di Mara, come quasi tutti nel paese, era stato infatti testimone della breve relazione fra la ragazza e Hassan, di cui era amico. Tempo dopo, Hassan si uccide in cella e lascia un biglietto in cui si professa innocente. La sorella dell'uomo consegna il biglietto a Giovanni, che ormai lavora a tempo pieno nella redazione del giornale: il giovane si mette così alla ricerca di indizi tra i documenti del processo e scopre ben presto che ci sono state gravi lacune da parte dell'avvocato difensore (nessun controllo delle telefonate, per esempio). Grazie ad un amico, rintraccia le ultime chiamate ricevute da Mara, e scopre che una di esse era di Guido, l'autista di autobus del paese. La sera dell'omicidio, dopo il suo addio al celibato, Guido era andato a trovare Mara e, dopo aver cercato di violentarla, l'aveva involontariamente uccisa durante una colluttazione. Smascherato da Giovanni, Guido confessa e viene incarcerato: mentre il giovane si trasferisce a Milano per intraprendere a tempo pieno l'attività di giornalista, si apprende che nella piccola comunità il suo atto, pur tardivo, non era stato affatto gradito. L'innocente Hassan era infatti un comodo alibi per tutti, come lo era stato per l'avvocato che, solo in apparenza, l'aveva difeso.

## Riconoscimenti
- 2008 - David di Donatello
  - Nomination Miglior film
  - Nomination Miglior regista a Carlo Mazzacurati
  - Nomination Migliore sceneggiatura a Doriana Leondeff, Carlo Mazzacurati, Marco Pettenello e Claudio Piersanti
  - Nomination Migliore attrice protagonista a Valentina Lodovini
  - Nomination Migliore attore non protagonista a Ahmed Hefiane
  - Nomination Miglior fotografia a Luca Bigazzi
  - Nomination Miglior montaggio a Paolo Cottignola
  - Nomination Miglior sonoro a Remo Ugolinelli
  - Nomination David Giovani
- 2008 - Nastro d'argento
  - Miglior soggetto a Doriana Leondeff e Carlo Mazzacurati
  - Miglior produttore a Domenico Procacci
  - Premio Guglielmo Biraghi a Valentina Lodovini
  - Nomination Migliore attore non protagonista  a Giuseppe Battiston
- 2007 - Festival Internazionale del Film di Roma
  - Premio L'Oreal Paris a Valentina Lodovini
  - Premio L.A.R.A. a Giuseppe Battiston
  - Nomination Marc'Aurelio d'Oro a Carlo Mazzacurati

## Curiosità
- Durante una scena in un bar, alcuni anziani avventori fanno il nome di Alvise Tornova, il "cattivo" di Notte italiana.
- L'assistente alla regia del film è Cosimo Messeri, figlio dell'attore feticcio di Mazzacurati, Marco Messeri.
- Lo sceneggiatore Marco Pettenello ha rivelato che lui e Carlo Mazzacurati si sono ispirati al film Il buio oltre la siepe per la realizzazione di questo film.